# Culture du Chili
 (mars 2015).

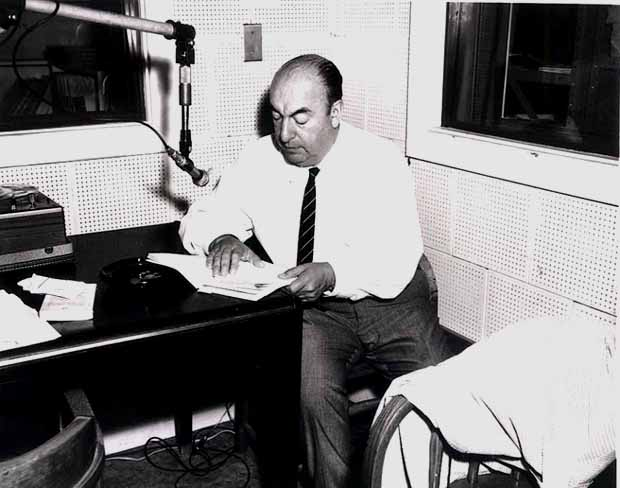
Pablo Neruda

La culture du Chili, pays de l'Amérique du Sud, désigne d'abord les pratiques culturelles observables de ses habitants (population estimée à 2 millions en 1875, 18 millions en 2010-2020).
La culture chilienne commence à l'époque préhispanique avec l'arrivée des premiers êtres humains venant au Chili continental il y a 13 000 ans. Successivement des peuples colonisent le territoire et les Araucans puis les Incas forment la culture ancestrale que trouvèrent les premiers colons espagnols. Comme vestige de son existence, il reste de nombreuses traces archéologiques, qui font actuellement partie du patrimoine culturel du Chili, de ces premiers habitants descendant les habitants de l'actuel Chili.
L'arrivée des conquistadors espagnols, dès 1536, signifia sans doute le plus important changement culturel survenu au Chili. L'écriture est introduite dans le pays, on passe d'une religion animiste et polythéiste à une religion monothéiste et ce mélange donne forme à une mythologie chilienne ; il y eut un changement dans les échanges économiques, on change le mode d'exploitation de la terre, changement dans les bases alimentaires, on passe du maïs au blé et aux légumes, on introduit les volailles, le porc et le bœuf. L'introduction du cheval et son usage pour toute activité économique, militaire et de loisirs fut la base de la naissance de la culture huasa ou culture créole chilienne. Durant le XIXe siècle, la culture chilienne se voit enrichie par la délimitation actuelle des frontières du territoire national, les aires culturelles huasa, aymara, chilote, mapuche, rapanui et patagonique.
Actuellement la culture chilienne est un mélange de traditions, de valeurs et d'expressions humaines qui donnent une identité au peuple chilien, comme en témoignent les activités très diverses comme les fêtes populaires, la littérature, le cinéma, la conservation de monuments nationaux, etc.
La valorisation et la préservation de la culture chilienne ont été faites le 4 juin 2003 lorsqu'à l'unanimité au Congrès national la loi 19.891 donne naissance au Conseil national de la culture et des arts du Chili.

## Langues et populations

### Langues
- Langues au Chili, Langues du Chili
  - espagnol (93 %, >14 000 000), espagnol chilien, espagnol d'Amérique
  - langues amérindiennes
    - mapudungun ou mapuche (>114 000 locuteurs natifs sur 700 000 Mapuches)
    - quéchua du sud de la Bolivie (en) (8 200)
    - rapanui (3 390) sur l'île de Pâques
    - huilliche (2 000 en 1982)
    - aymara (<1 000)
    - kawésqar (12 locuteurs en 2006), hommage dans le film Le Bouton de nacre (2015), Langues alakalufanes
    - yagan (1 locuteur natif en 2013, sur 1700 Yagans)
    - langues éteintes : diaguita ou kaka, cacan, calchaqui, tehuelche, chango (par les Changos), chono, kunza, selknam, millcayac, tsesungún

  - anglais, première langue étrangère
  - allemand (20 000 ?) pour les German Chileans (en)
- Langue des signes chilienne

### Populations
- Démographie du Chili, Diversité ethnique de la population sud-américaine
- Groupes ethniques au Chili
- Les Amérindiens (10-11 %) sont une minorité de survivance (Amérindiens dans la société latino-américaine au xxe siècle).
  - Aymara (114 000)
  - Kawésqar
  - Kolla
  - Mánekenk
  - Mitimae
  - Atacama
  - Calchaquí
  - Diaguita
  - Yagan
  - Selknam ou Ona
  - Moluche ou Nguluche
  - Pehuenche
  - Autres minorités, dont Rapa Nui
- descendants des colons européens (50-52 %), Immigration au Chili
  - Afro-Chiliens (nombre ?)
  - Français chiliens (> 950 000 descendants, environ 12 000 natifs)
  - British Chilean (>700 000 descendants, 4 %)
  - Italiens chiliens (>700 000 descendants, 52 000 natifs)
  - German Chileans (en) (500 000 ?, 3 %)
  - Arab Chileans (en) (800 000), dont Lebanese Chileans (en) (90 000)
  - Croatians (500 000)
  - Peruvians in Chile (en) (185 000)
  - Argentines in Chile (en) (66 000)
  - Uruguayans in Chile (en)
  - Americans and Canadians in Chile (en)
  - Basques chiliens
  - Japanese Chileans (en) (2 600)
  - Koreans in Chile (en) (2 510)
  - Chinese people in Chile (en) (1 500 ?)
  - Indians in Chile (en) (1 500 ?)
  - Autres, dont réfugiés, apatrides
- Métis (40-44 %)
- Diaspora chilienne[2],[3],[4]

## Tradition

### Religion
- Religion au Chili (en) (à créer)
  - Christianisme (72 %)
    - Catholicisme (70 % en 2006, 42 % en 2021, > 8 millions), Église catholique au Chili (en)
    - Protestantisme (13..15 %)
      - Luthéranisme (13 %) Église luthérienne au Chili (en)
      - Autres (1 %) : Anglicanisme, Presbytérianisme, Adventisme, Pentecôtisme, Méthodisme, Église de Jésus-Christ des saints des derniers jours (600 000 Mormons estimation)

  - Autres religions (4 %)
    - Bahaïsme, Foi baha'i au Chili (en) (6 000-25 000)
    - Judaïsme (16 000), Histoire des Juifs au Chili (en), Benei Sión (en)
    - Islam, Islam au Chili (en) (3 200)
    - Hindouisme, Hindouisme au Chili (en) (650)
    - Bouddhisme
    - Survivances de religions traditionnelles, dont Mapuche religion (en)

  - Irréligion (24 %), dont agnosticisme, athéisme, indifférence
- Franc-maçonnerie au Chili[5] (1850), Grand Orient latino-américain (1984)

### Symboles
- Armoiries du Chili
- Drapeau du Chili
- Hymne national du Chili
- Devise nationale : Por la razón o la fuerza (Par la raison ou par la force)
- Emblème végétal : Copihue Lapageria rosea
- Emblème animal : Huemul, Hippocamelus bisulcus (cerf du sud andin)
- Saint patron (chrétien) par pays (en) : La Sainte Vierge (Notre-Dame du Mont-Carmel), Jacques de Zébédée, Thérèse des Andes
- Père de la Nation : Bernardo O'Higgins (1778-1842)
- Figure allégorique nationale : Le Huaso, Le Roto, La Carmela, Doña Juanita (chilienne moyenne de la campagne)
- Héros nationaux :
- Épopée nationale : La Araucana (1569-1589) de Alonso de Ercilla (533-1594), Martín Rivas (novel) (en) (1862) de Alberto Blest Gana (1830-1920)
- Poète national : Pablo Neruda (1904-1973), Gabriela Mistral (1889-1957)
- Couleurs nationales : ()
- Costume national : tenue du Huaso, Chamanto (es), Chupalla (es)
- Plat national : Empanada, Pastel de choclo

### Croyances
- Chilean mythology (en)
  - Mapuche religion (en), Machi (chaman), Legend of Trentren Vilu and Caicai Vilu (en)
  - Mythologie rapanui
  - Mythologie chilote
  - Mitología selknam (es)
  - Mythologie kawésqar

#### Thèmes
Certaines de ces légendes ont été reprises dans Le Livre des êtres imaginaires (Borges, 1957)
- Cité des Césars ou City of Patagonia, the Wandering City, Trapalanda, Trapananda, Lin Lin, Elelín, cité mythique
- Alicanto, oiseau mythique
- Lola (mitología) (es)
- Muqui (mitología) (es)
- Culebrón (mitología) (es)
- Gigantes patagónicos
- Mandinga (mitología) (es)
- Viuda (mitología) (es)
- Guallipén (es)
- Elal
- Caleuche, vaisseau fantôme, mythe de l'Île de Chiloé, repris dans Les Trois Couronnes du matelot (Raoul Ruiz, 1983)

#### Folklore
- Folklore du Chili (es)
- Mythologie chrétienne, Folk Catholicism (en), Mormon folklore (en)
- Religion populaire
- Fakelore
- Contes et légendes
  - Teniente Bello
  - Super Taldo.
- Comptines

### Jours fériés
| Date                         | Nom français                                | Nom local                        | Remarques                                                             |
| ---------------------------- | ------------------------------------------- | -------------------------------- | --------------------------------------------------------------------- |
| 1er janvier                  | Nouvel An                                   | Año nuevo                        |                                                                       |
| mars ou avril                | Semaine sainte (Pâques)                     | Semana Santa                     |                                                                       |
| 1er mai                      | Fête du Travail                             | Día del Trabajo                  |                                                                       |
| 21 mai                       | Jour de la marine                           | Día de las fuerzas navales       |                                                                       |
| 29 juin                      | Saint Pierre et Saint Paul                  | San Pedro y San Pablo            |                                                                       |
| 16 juillet                   | Vierge du Carmen (Sainte Patronne du Chili) | Virgen del Carmen                |                                                                       |
| 15 août                      | Assomption                                  | Asunción de La Virgen            |                                                                       |
| 18 septembre                 | Fêtes de la Patrie                          | Fiestas Patrias                  |                                                                       |
| 19 septembre                 | Jour des gloires de l’armée                 | Día del las glorias del ejército |                                                                       |
| 17 septembre ou 20 septembre | Férié Legale                                | Día "sandwich" feriado           | S'ils tombent un lundi ou un vendredi respectivement, ils sont fériés |
| 12 octobre                   | Découverte et exploration de l'Amérique     | Día de la Raza                   |                                                                       |
| 1er novembre                 | Toussaint                                   | Día de Todos los Santos          |                                                                       |
| 8 décembre                   | Immaculée Conception                        | Día de la Inmaculada Concepción  |                                                                       |
| 25 décembre                  | Noël                                        | Navidad                          |                                                                       |

### Fêtes et manifestations collectives
- 20 janvier, jour « Roto Chileno », commémoration de la bataille de Yungay ;
- 12 février, signature de la Déclaration d'indépendance du Chili ;
- 5 avril, jour de la bataille de Maipú ;
- 27 avril, création des Carabineros de Chile ;
- 21 mai, bataille navale d'Iquique, Día de las Glorias Navales (es) ;
- 18 septembre, jour de la Première Junte Nationale du Gouvernement ;
- 19 septembre, jour des Gloires de l'Armée du Chili (es) ;
- 20 septembre, jour de l'indépendance nationale (dans la IVe région de Coquimbo) ;
- 8 octobre, bataille d'Angamos.

### Traditions religieuses
Ces fêtes ou célébrations servent à maintenir les traditions locales liées aux croyances religieuses :
- Pâques de los negros, 6 janvier ;
- Assomption ;
- Corpus Christi ;
- Cruz de Mayo ;
- Fête Saint Pierre, 29 juin ;
- Fête de la Vierge du Carmen, 16 juillet ;
- Ascension de la Vierge ;
- Notre Dame du Transito, 15 août ;
- La Candelaria, premier dimanche d'octobre ;
- Adoración del Niño Dios, 25 décembre ;
- Santa Rosa Pelequén ;
- Saint-Sébastien Yumbel.

### Carnavals
Les carnavals sont des célébrations ou festivités locales qui commémorent les événements d'importance pour la communauté, et ne sont pas nécessairement de connotation religieuse. Au Chili,on les trouve principalement dans la région de Tarapacá et la région d'Antofagasta représentant ainsi 50 % du total du pays, en général elles ont lieu en février précédant ainsi à la célébration du Carême.
Région de Tarapacá
- Codpa, février, commune de Camarones ;
- Putre, février, commune de Putre ;
- Visviri, février, commune de Putre ;
- Socorma, février, commune de Putre ;
- Chapiquiña, février, commune de Putre ;
- Belén, février, commune de Putre ;
- Ticnamar, février, comuna de Putre ;
- Fiesta del Enamoramiento, février, commune de Putre ;
- Camiña, mercredi des Cendres, commune de Iquique ;
- Iquique, février ;
- La Candelaria, 2 février, commune de Iquique ;
- Huara, février ;
- Carnaval du Pueblo de Cancosa, février, commune de Pica ;
- Matilla, février, commune de Pica ;
- San Lorenzo de Tarapacá, février, commune de Pica ;
- Fiesta de La Tirana, depuis le 10 jusqu'au 18 juillet, commune de Pozo Almonte ;
- Mamiña, février, commune de Pozo Almonte.

Région d'Antofagasta
- Calama, février, dans tous les villages proches de Calama ;
- Toconao, janvier, février, commune de San Pedro de Atacama ;
- San Pedro de Atacama, janvier, février ;
- Taltal, dernière semaine février.

Région d'Atacama
- Carnaval del Toro Pullay, mars, commune de Tierra Amarilla ;
- Huasco, 21 avril ;
- Retamo, février et septembre, commune de Alto del Carmen.

Région de Coquimbo
- Pisco Elqui, janvier et février ;
- Fiesta Nuestra Señora del Rosario de Andacollo 23 au 27 décembre, commune de Andacollo ;
- Pichasca, février, Commune de Río Hurtado.

Région de Valparaíso
- Rinconada de los Andes, janvier et février ;
- Carnaval de la Chaya, janvier, commune de Santa María ;
- Quebrada de Alvarado, février, commune de Olmué ;
- Festival tapati, février, commune de l'île de Pâques.

Région métropolitaine de Santiago
- San Antonio de Padua, juin, Quartier Bogotá, commune de Santiago ;
- La Pincoya, décembre, commune de Huechuraba.

Région du Libertador General Bernardo O'Higgins
- Codegua, février ;
- Carnaval del Tomate, janvier, commune de Malloa ;
- Carnaval del Bomberil, février, commune de Pichidegua ;
- Peumo, février et septembre ;
- Coltauco, janvier ;
- Lo Miranda, février, commune de Doñihue ;
- Litueche, février ;

Région du Maule
- Carnaval del Vino, première semaine d'avril, commune de Curicó.

Région du Biobío
- Bulnes, janvier ;
- Coelemu, février ;
- Ninhue, dernière semaine de février ;
- Chillán Viejo, deuxième quinzaine de novembre ;
- Carnaval de Quilacoya, février, commune d'Hualqui ;
- Carnaval de Unihue, février, commune d'Hualqui.

Région d'Araucanie
- Toltén, janvier et février.

Région des Lacs
- Osorno, janvier ;
- Semana Valdiviana, février, Commune de Valdivia.

Région de Magallanes et de l'Antarctique chilien
- Carnaval del Invierno, 29 et 30 juillet, commune de Punta Arenas

## Société
- Société chilienne (rubriques)
- Chilenidad
- Personnalités chiliennes
- Personnalités chiliennes par profession

### Famille
- Domestic violence in Chile (en)
- Women in Chile (en)

### Éducation
- Système éducatif au Chili
- Liste des universités au Chili
- Mouvement étudiant chilien de 2011
- Francophonie
  - Institut français du Chili
  - Lycée Antoine-de-Saint-Exupéry de Santiago
- Science et technologie au Chili
- Comisión Nacional de Investigación Científica y Tecnológica
- Académie chilienne des sciences
- Agencia Chilena del Espacio (es)
- Congreso del Futuro (es)

### État
- Histoire du Chili
- Régime militaire d'Augusto Pinochet (1973-1990), Dictature militaire d'Augusto Pinochet
  - Autodafés au Chili (1973)
  - Apoquindo massacre (en) (1973)
  - Armed resistance in Chile (1973–90) (en)
  - Terrorism in Chile (en) (1979-1990)
- Transition chilienne vers la démocratie (1988-1994)
- Vie politique au Chili
- Carabiniers du Chili

### Droit
- Droit au Chili (rubriques)
- Human rights in Chile (en)
- Crime in Chile (en)
- Corruption in Chile (en)
- Human trafficking in Chile (en)
- Indigenous peoples in Chile (en), 2010 Mapuche hunger strike (en)
- Labor rights in Chile (en)
- Judiciary of Chile (en)
- Droits LGBT au Chili
- Children's rights in Chile (en)
- Prostitution au Chili

## Arts de la table

### Gastronomie
Voir :
- Cuisine chilienne ;
- Viticulture au Chili ;
- Chicha ;
- Cocotier du Chili ;
- Pisco ;
- Cazuela ;
- Anticuchos ;
- Asado ;
- Asado al palo ;
- Curanto ;
- Empanadas ;
- Humita ;
- Pastel de choclo ;
- Paila Marina ;
- Lomo a lo pobre ;
- Machas a la parmesana ;
- Congrio frito ;
- Sandwich Barros Luco ;
- Sandwich Barros Jarpa ;
- Jote ;
- Terremoto ;
- Navegado ;
- Arroyado Huaso ;
- Pebre ;
- Tortillas de rescoldo ;
- Sopaipillas ;
- Mote con huesillos ;
- Porotos con riendas ;
- Chorrillana ;
- Vino Pipeño ;
- Pantrucas ;
- Milcao ;
- Chapalele ;
- Cochayuyo ;
- Luche ;
- Charquican ;
- Charqui ;
- Manjar ;
- Marraqueta ;
- Chupe.

## Santé et sport
- Healthcare in Chile (en)
- Obesity in Chile (en)
- Water supply and sanitation in Chile (en)

### Sports traditionnels
- Carreras a la chilienne
- Chueca
- Rayuela
- Rodéo chilien
- Jineteada gaucha (en)

### Sports
- Sport in Chile (en)
- Ski au Chili (es)
- Football in Chile (en)
- Surfing in Chile (en)
- Sportifs chiliens
- Sportives chiliennes

### Jeux
- Brisca
- Lutte
- Trompo
- Palo ensebado
- Truco
- Cerf-volant

### Compétitions multi-sports
- Jeux panaméricains
- Jeux bolivariens
- Chili aux Jeux olympiques

### Arts martiaux
- Boxe, lutte

## Média
- Média au Chili (à créer)
- Telecommunications in Chile (en)
- Journalistes chiliens

### Presse écrite
- Presse écrite au Chili
- Liste de magazines au Chili (es)

### Radio
- Radio au Chili

#### Célèbres programmes de radio
- La familia chilena ;
- A esta hora se improvisa ;
- Chacotero sentimental ;
- El portal del web.

### Télévision
- Télévision au Chili
- Juan Carlos Bodoque
- Tulio Triviño
- Espinita

#### Célèbres programmes de télévision
- 31 minutos
- La belleza de pensar
- Plan Zeta
- Tertulias
- El Japening con Ja

### Internet (.cl)
- Internet in Chile (en), Internet en Chile (es)
- Ley de neutralidad en la red (Chile) (es) (2010)
  - Sites web chiliens
  - Blogueurs chiliens

## Littérature
- Littérature chilienne

### Littérature orale et écrite
Selon la tradition populaire, le Chili est le « pays des poètes. » Cela est dû à l'importance durant son histoire d'écrivains de toutes sortes. Des personnes comme Nicanor Parra, Vicente Huidobro, Gonzalo Rojas, Pablo de Rokha et les lauréats du prix Nobel, Pablo Neruda et Gabriela Mistral. D'autres auteurs importants sont Alberto Blest Gana, Isabel Allende, Jorge Edwards, José Donoso et Marcela Paz, connue pour le personnage de Papelucho.
- Écrivains chiliens
  - Dramaturges chiliens
  - Poètes chiliens
  - Romanciers chiliens

Le Chili décerne au moins une dizaine de prix littéraires, dont
- Prix national de littérature (Chili)
- Premio Nacional de Periodismo de Chile

#### Poètes
- Pedro Valenzuela
- Sergio Badilla Castillo
- Efrain Barquero
- Claudio Bertoni
- Juan Cameron
- Oscar Castro
- Eugenio Cruz Vargas
- Humberto Díaz-Casanueva
- Federico Gana
- Juan Guzmán Cruchaga
- Astrid Fugellie
- Oscar Hahn
- Vicente Huidobro
- Max Jara
- Nicanor Parra
- Enrique Lihn
- Samuel Lillo
- Rodrigo Lira
- Manuel Magallanes Moure
- Diego Maquieira
- Juan Luis Martínez
- Gonzalo Millán
- Gabriela Mistral
- Carlos Mondaca
- Romeo Murga
- Pablo Neruda
- Pedro Prado
- Carlos Pezoa Véliz
- Pablo de Rokha
- Gonzalo Rojas
- Armando Rubio Huidobro
- Fernando Santiván
- Jorge Teillier
- Raúl Zurita

#### Écrivains
- Isabel Allende
- Pablo Azócar
- Eduardo Barrios
- Daniel Barros Grez
- Guillermo Blanco
- Alberto Blest Gana
- Marta Brunet
- Roberto Bolaño
- María Luisa Bombal
- Joaquín Edwards Bello
- Francisco Coloane
- Poli Délano
- Ramón Díaz Eterovic
- Augusto D'Halmar
- José Donoso
- Ariel Dorfman
- Carlos Drogett
- Jorge Edwards
- Juan Emar
- Alberto Fuguet
- María Carolina Geel
- Alfredo Gómez Morel
- Enrique Lafourcade
- Mariano Latorre
- Baldomero Lillo
- Germán Marín
- Luis Orrego Luco
- Marcela Paz
- Omar Pérez Santiago
- Genaro Prieto
- Luis Sepúlveda
- Miguel Serrano
- Antonio Skármeta
- Hernán del Solar
- Manuel Rojas
- José Joaquín Vallejo
- Benjamín Vicuña Mackenna
- José Victorino Lastarria
- Carmen Berenguer

#### Non-fiction
- Philosophes chiliens
- Essayistes chiliens
- Psychologues chiliens
- Historiens chiliens

## Artisanats
- Arts appliqués, Arts décoratifs, Arts mineurs, Artisanat d'art, Artisan(s), Trésor humain vivant, Maître d'art
- Artisanats par pays, Artistes par pays
- Trésors nationaux vivants du Chili[6]

Les savoir-faire liés à l’artisanat traditionnel relèvent (pour partie) du patrimoine culturel immatériel de l'humanité.
Mais une grande partie des techniques artisanales ont régressé, ou disparu, dès le début de la colonisation, et plus encore avec la globalisation, sans qu'elles aient été suffisamment recensées et documentées.
- Indio pícaro
- Artesanía de Pomaire
- Artesanía de Chimbarongo
- Quinchamalí
- Doñihue
- Rari

### Arts graphiques
- Calligraphie, Enluminure, Gravure, Origami
- Graveurs chiliens

### Textiles
- Art textile, Arts textiles, Fibre, Fibre textile, Design textile
- Mode, Costume, Vêtement, Confection de vêtement, Stylisme
- Technique de transformation textile, Tissage, Broderie, Couture, Tricot, Dentelle, Tapisserie,
- Stylistes chiliens

### Cuir
- Maroquinerie, Cordonnerie, Fourrure

### Papier
- Papier, Imprimerie, Techniques papetières et graphiques, Enluminure, Graphisme, Arts graphiques, Design numérique

### Bois
- Travail du bois, Boiserie, Menuiserie, Ébénisterie, Marqueterie, Gravure sur bois, Sculpture sur bois, Ameublement, Lutherie

### Métal
- Métal, Sept métaux, Ferronnerie, Armurerie, Fonderie, Dinanderie, Dorure, Chalcographie

### Poterie, céramique, faïence
- Mosaïque, Poterie, Céramique, Terre cuite

### Verrerie d'art
- Arts du verre, Verre, Vitrail, Miroiterie

### Joaillerie, bijouterie, orfèvrerie
- Lapidaire, Bijouterie, Horlogerie, Joaillerie, Orfèvrerie

### Espace
- Architecture d'intérieur, Décoration, Éclairage, Scénographie, Marbrerie, Mosaïque
- Jardin, Paysagisme

## Arts visuels
- Arts visuels, Arts plastiques,
- Écoles d'art par pays
- Artistes chiliens
- Artistes contemporains chiliens
- Academia Chilena de Bellas Artes (es), Anexo:Miembros de la Academia Chilena de Bellas Artes (es)
- Memoria visual de una nación (es)

### Récompenses artistiques
- Premios Nacionales du Chili ;
- Prix national d'Art du Chili ;
- Prix national des Arts plastiques du Chili ;
- Premio Nacional de Artes de la Representación y Audiovisuales de Chile ;
- Premio Nacional de Artes Musicales de Chile

### Dessinateurs
- Lukas
- Pepo
- Themo Lobos
- Hervi
- Pedro Peirano
- Percy
- Kristo
- Jucca
- Christiano
- Guido Vallejos
- Maraboli
- Coré
- Jorge Toro Caloguerea
- Milton Izurieta

#### Bande dessinée
- Historieta en Chile (es)
- Auteurs chiliens de bande dessinée
- Dessinateurs chiliens de bande dessinée
- Personnages
  - Historieta en Chile (es) (bande dessinée)
  - Condorito, caricature créée par Pepo dans les années 1950, devenue un symbole national
  - Yayita
  - Barrabases
  - Papelucho
- Lieux
  - Pelotillehue

### Peinture
- Pintura de Chile (es)
- Grandes maestros de la pintura chilena (es)
- Pintura colonial de Chile (es)
- Pintura prehistórica en Chile (es)
- Precursores de la pintura chilena (es)
- MetroArte (es)
- Peintres chiliens
- Inti (street art)

### Sculpture
- Mano del desierto
- Estatua ecuestre de Pedro de Valdivia (es)
- Homenaje al espíritu de los fundadores de la Universidad de Concepción (es)
- Sculpteurs chiliens

#### Sculpteurs
- Rebeca Matte Bello
- Virginio Arias
- Jorge Infante
- Ivan Daiber
- Pilar Landerretche
- Samuel Román
- Lily Garafulic
- Marta Colvin
- Sergio Mallol
- Juan Egenau
- Federico Assler
- Francisca Cerda
- Francisco Gazitua
- Juana Muller

### Architecture
- Architecture au Chili (rubriques)
- Architecture précolombienne
  - List of archaeological sites in Chile (en)
  - Huaca de Chena (es), Tulor
  - Chemins incas, Qhapaq Ñan
- Architecture coloniale
- Architecture moderne
- Facultad de Arquitectura y Urbanismo de la Universidad de Chile (es)
- Facultad de Arquitectura y Diseño (Pontificia Universidad Católica de Valparaíso) (es)
- Escuela chilota de arquitectura religiosa en madera (es), Églises de Chiloé
- Colegio de Arquitectos de Chile (es)
- Premio Nacional de Urbanismo de Chile (es)
- Mezquita de Coquimbo (es)
- Tajamares del Mapocho (es)
- La Moneda

#### Architectes
- Architectes chiliens

### Photographie
La photographie au Chili est en changement et se développe. L'intérêt a augmenté considérablement envers les usagers depuis ces dernières années. Ces ultimes années, surtout, il y a une explosion de centres et instituts qui enseignent la photographie professionnelle, journalistique et la photographie publicitaire pour pouvoir répondre à la demande du marché.
- Photographes chiliens

#### Photographes
- Gertrudis de Moses
- Roberto Edwards Eastman
- Paz Errázuriz
- Juan Domingo Marinello Kairath
- Oscar Menares
- Juan Meza-Lopehandía
- Luis Poirot

## Arts de scène
- Spectacle vivant, Performance, Art sonore
- Latin American culture (en)

### Musique

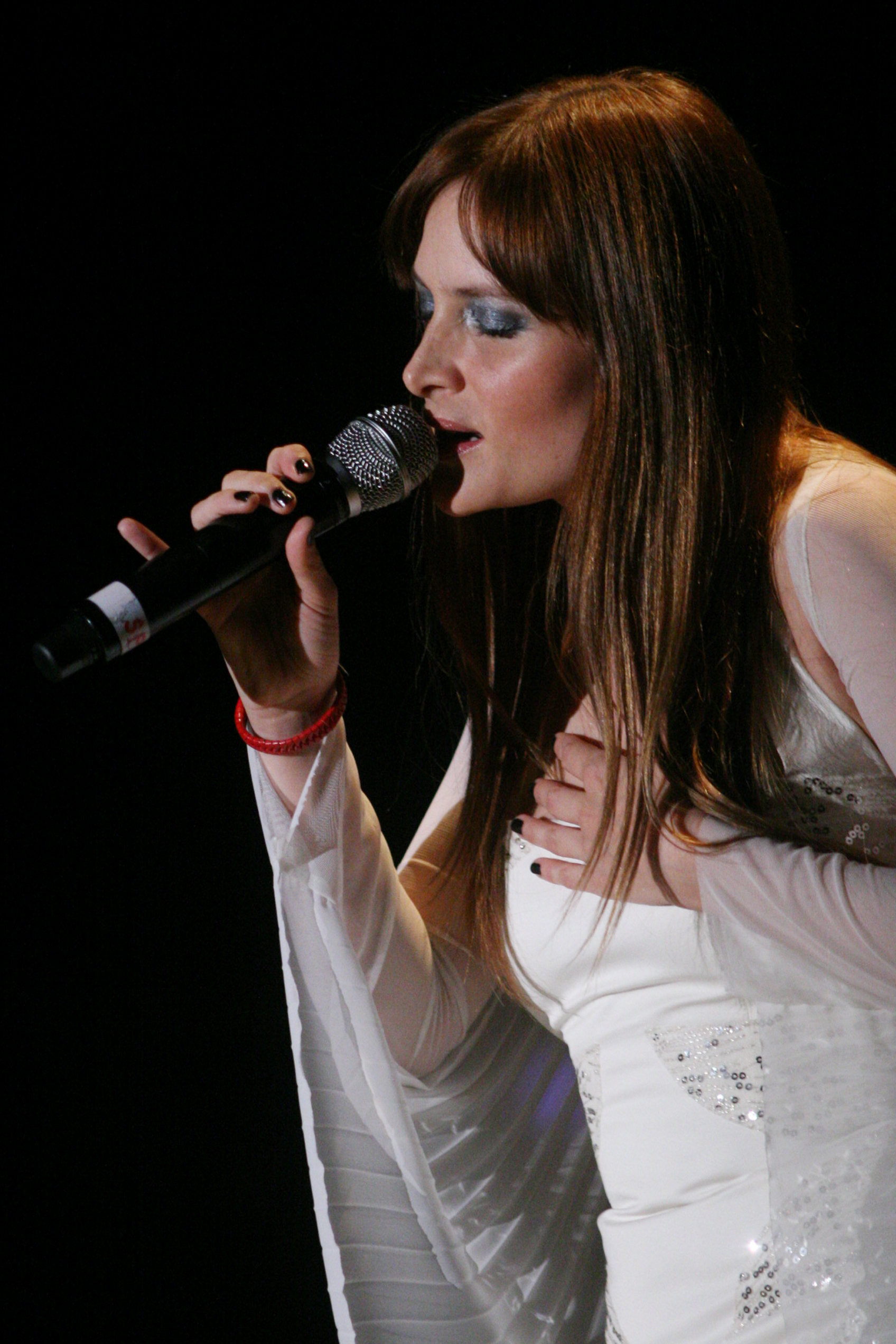
Nicole, une chanteuse du Chili.

- Musique chilienne

#### Musique indigène
- Musique amérindienne
- Musique traditionnelle chilienne (es)
  - Anexo:Instrumentos musicales mapuches (es)
  - Anexo:Instrumentos musicales pascuenses (es)
- Neofolklore (es) (1950)

La musique folklorique est considérée comme caractérisée par le mélange des sons traditionnels des Amérindiens et les sonorités et rythmes d'origine espagnole. La danse traditionnelle chilienne est la cueca, dont les caractéristiques précises varient par région.
Les années 1970 marquèrent le retour de l'influence de la musique folklorique grâce au mouvement Nueva canción Chilena de Víctor Jara, Violeta Parra, Los Jaivas, Illapu, Quilapayún et Inti Illimani.

### Musique classique
- Musique classique chilienne (en)
  - Carmela Mackenna (1879-1962), Claudio Arrau (1903-1991), Vicente Bianchi (1920-2018), Jorge Peña Hen (1928-1973), Cirilo Vila (1937-2015), Santiago Vera-Rivera (1950-)
- Orchestre symphonique du Chili (es) (OSNCH, 1941)

### Jazz
- Jazz au Chili (en)

#### Musique actuelle
L'influence de son d'origine étrangère a augmenté durant les dernières décennies, principalement de rock et pop, permettant la formation de groupes comme Los Prisioneros, Lucybell et La Ley.
- Nueva canción Chilena
- Fusión latinoamericana (es)
- Rock chilien (1966)

#### Compositeurs
- Ariel Arancibia
- Francisco Flores del Campo
- Willy Bascuñán

#### Pianistes
- Edith Fischer
- Claudio Arrau
- Alfredo Perl
- Roberto Bravo
- Oscar Gacitúa
- Inés Gebhard
- Nina Frick
- Michio Nishihara
- Rosita Renard
- María Pfaetterer-Hellstern

#### Violoncellistes
- Edgar Fischer

#### Chanteurs lyriques
- Graciela Araya
- Cristina Gallardo-Domas
- Angela Marambio
- Verónica Villarroel
- Ramón Vinay

#### Groupe musical et chanteurs
- Alfredo Sepúlveda Trío
- Angel Parra Trío
- Calostro
- Chancho en Piedra
- Congreso
- Difuntos Correa
- Fiskales Ad Hoc
- Frijoles
- Gepe
- Inti Illimani
- Javiera y Los Imposibles
- La Floripondio
- La Ley
- Los Bunkers
- Los Cuatro Cuartos
- Los Huasos Quincheros
- Los Pettinellis
- Los Prisioneros
- Los Jaivas
- Los Tres
- Lucho Gatica
- Luis Jara
- Lucybell
- Tronic
- Mecánica Popular
- Melvin Crema
- Myriam Hernández
- Quelentaro
- Retaguardia Jazz Band
- Sinergia (banda)
- Sr. Bond
- Sol y Lluvia
- Viena (banda)
- Violeta Parra
- Nicole
- Mauricio Gonzalez (Chanteur/Musicien/Compositeur)

### Danse
- Danse au Chili
- Danses traditionnelles ou folkloriques
  - Liste de danses, cueca, sau sau, sirilla, costillar, cuando, cachimbo, chocolate, rin, pericon, refalosa, huella, morenada...
  - Liste de(s) danses nationales (en)
  - Liste de danses populaires, ethniques, régionales par origine (en)
  - Danses chiliennes[7]
  - Ballet Folclórico de Chile (es)
  - Ballet Folclórico Nacional (es) (1965)
  - Cueca chilota (es), Vals chilote (es)
- Danse classique
- Danse moderne
  - Centro de Danza Espiral (es) (1985)
- Danses urbaines modernes
- Danseurs chiliens

#### Ballet
- Ballet Nacional Chileno (es) (BaNCh, 1945)[8],[9], MAthieu Guillaumon
- Ballet de Santiago[10], Martia Haydee

#### Chorégraphes
- Ernst Uthoff
- Lola Botka
- Rudolph Pescht
- Malucha Solari (es)
- Irene Bustamante (es)
- Andrea Hoffmann (es)

### Théâtre
- Improvisation théâtrale, Jeu narratif
- Teatro en Chile (es)
- Teatro en Chilevisión (es)
- Théâtre de l'Université du Chili (es) (1929)
- Autres théâtres de la capitale : Teatro Camino, Teatro Cariola, Teatro Carrera, Teatro Caupolicán, Teatro Huemul, Teatro Ictus, Teatro La Cúpula, Centro Mori, Teatro Municipal de Las Condes, Teatro Municipal de San Bernardo, Teatro Municipal de Santiago, Teatro Nescafé de las Artes, Teatro Oriente, Teatro Parque Cousiño, Teatro del Puente, Teatro Teletón, Teatro UC
- Autres salles : Teatro del Lago, Teatro Municipal de Antofagasta, Teatro de los Mineros de Lota, Anfiteatro de San Pedro de la Paz, Teatro Dante, Teatro Cervantes (Valdivia), Teatro Galia, Teatro Municipal Lord Cochrane, Teatro Victoria (Curicó), Teatro Regional de Rancagua, Teatro Municipal de Iquique, Teatro Municipal de Pisagua, Anfiteatro al Aire Libre (Ciudad Abierta), Anfiteatro de la Quinta Vergara, Teatro Municipal de Viña del Mar, Teatro Pompeya
- Fundación Teatro a Mil (es) (2004)
- Formation : Facultad de Artes de la Universidad de Chile (es)
- Festivals de théâtre
  - Festival international de théâtre pour Chiloé Profundo (es) (depuis 2010)
  - Festival Cielos del Infinito (es) (Festival des cieux infinis, depuis 2008, dans la Région de Magallanes et de l'Antarctique chilien)
  - Festival international de théâtre ''Santiago a Mil'' (es) (depuis 2001)[11]
  - Temporales Teatrales (es) (Théâtrales temporaires, depuis 1990, à Puerto Montt)
- Récompenses :
  - Prix national d'Art du Chili ;
  - Premio Nacional de Artes de la Representación y Audiovisuales de Chile.

Le théâtre a suscité depuis l'indépendance un grand nombre de dramaturges, acteurs et directeurs qui génèrent un registre de l'histoire du pays depuis son imaginaire, apporté à l'art scénique occidental.
Des acteurs comme Fray Camilo Henriquez (1820), Juan Rafael Allende (1870), Daniel Caldera (1880), Carlos Bello et Armando Moock (1920), Antonio Acevedo Hernández (1930), Isidora Aguirre (1955), Alberto Heiremans (1965), Jorge Díaz et Egon Wolff (1970), Alejandro Sieveking, Juan Radrigan et Ramon Griffero (Teatro Fin de Siglo) (1980) et des Compagnies comme la ICTUS ; les théâtres universitaires, le Gran Circo Teatro de Andres Perez ; le théâtre de la Mémoire de Alfredo Castro ;-le théâtre de la María de Alexis Moreno, La Troppa et beaucoup d'autres acteurs et troupes.

#### Acteurs
- Schlomit Baytelman
- Susana Bouquet
- Bélgica Castro
- Claudia Di Girólamo
- María Elena Duvauchelle
- Malú Gatica
- Ana González
- Marés González
- Coca Guazzini
- Delfina Guzmán
- Blanca Mallol
- Nelly Meruane
- Elena Moreno
- Gloria Münchmeyer
- Amparo Noguera
- Soledad Pérez
- Silvia Piñeiro
- Julia Pou
- Ana Reeves
- Liliana Ross
- Isabel Sunnah
- Silvia Santelices
- Jael Unger
- Violeta Vidaurre
- Jorge Alvarez
- Alejandro Flores
- Rafael Frontaura
- Emilio Gaete
- Jorge Guerra
- Gabriel Maturana
- Víctor Meiggs
- Hector Noguera
- Alberto (Tito) Rodríguez
- Nissim Sharim
- José Soza
- Jaime Vadell
- Tomás Vidiella
- Luis Wigdorsky

#### Dramaturges
- Isidora Aguirre
- Juan Rafael Allende
- Jorge Díaz
- Fernando Debesa Marín
- Luis Alberto (Tito) Heiremans
- Miguel Frank
- Alejandro Sieveking
- Luis Soto Ramos

#### Directeurs
- Ramon Griffero
- Eugenio Guzmán
- Hugo Miller

### Autres scènes: marionnettes, mime, pantomime, prestidigitation
Les arts mineurs de scène, arts de la rue, arts forains, cirque, théâtre de rue, spectacles de rue, arts pluridisciplinaires, performances manquent encore de documentation pour le pays …
Pour le domaine de la marionnette, on relève : Arts de la marionnette au Chili, sur le site de l'Union internationale de la marionnette.
- Humoristes chiliens
- Artistes de cirque chiliens (es)
- Illusionnistes : Edo Caroe (es), Mago Larraín (es)
- Diablada au Chili (en)

#### Humoristes
- Coco Legrand
- Bigote Arrocet
- Dinamita Show
- Millenium Show
- Ruperto
- Profesor Salomón
- Tutu Tutu
- Melón y Melane
- Gigi Martin
- Che Copete
- Daniel Vilches
- El Tufo
- Fernando Alarcón
- Patricio Torres
- Carlos Elo
- Carlos González
- Platón Humor
- Ronco Retes
- Jorge Franco
- Eduardo Ravani

### Cinéma
- Cinéma chilien
- Réalisateurs chiliens
- Scénaristes chiliens
- Films chiliens
- Acteurs chiliens
- Actrices chiliennes

### Arts numériques
- Vidéo, Jeu vidéo, Art numérique, Art interactif
- Culture underground
- Jeux vidéo développés au Chili

## Tourisme
- Tourisme au Chili (rubriques)
- Tourisme au Chili
- Le Chili sur le site Wikivoyage
- Conseils aux voyageurs pour le Chili :
  - France Diplomatie.gouv.fr
  - Canada international.gc.ca
  - CG Suisse eda.admin.ch
  - USA US travel.state.gov

## Patrimoine

### Musées et autres institutions
- Liste de musées au Chili. Voir aussi la version anglophone anglophone.

### Liste du Patrimoine mondial
Le programme Patrimoine mondial (UNESCO, 1971) a inscrit dans sa liste du Patrimoine mondial (au 16/01/2016) : Liste du patrimoine mondial au Chili.

### Liste représentative du patrimoine culturel immatériel de l’humanité
Le programme Patrimoine culturel immatériel (UNESCO, 2003) a inscrit dans sa liste représentative du patrimoine culturel immatériel de l’humanité (au 16/01/2016) :
- 2009 : La sauvegarde du patrimoine culturel immatériel des communautés Aymara de la Bolivie, du Chili et du Pérou[12],
- 2014 : Le baile chino, confréries de musiciens[13].

Trésors nationaux vivants

### Registre international Mémoire du monde
Le programme Mémoire du monde (UNESCO, 1992) a inscrit dans son registre international Mémoire du monde (au 15/01/2016) :
- 2003 : Archives des droits de l'homme du Chili[14],
- 2003 : Les jésuites d'Amérique[15],
- 2013 : Recueil de poésies populaires chiliennes - Lyre populaire[16].

### Patrimoine et environnement
Sans doute le patrimoine au Chili est d'importance et sa seule définition produit des conflits car pour certains un édifice, pour d'autres les bois du sud du Chili ou le désert d'Atacama. Pour certains les chinchineros, les chants populaires et la chicha en cacho font partie du patrimoine. Pour d'autres les graffitis et notre façon de parler, aimer et mourir. Cependant, il est possible de le définir avec des biens communs, des lieux ou sites qui sont de grandes valeurs pour la communauté, car ils sont considérés comme représentatifs de l'identité, de l'histoire du pays.
De nos jours, il existe au Chili le Jour du Patrimoine, qui est un jour de reconnaissance des valeurs du pays. Durant cette journée le drapeau chilien est mis en place dans les édifices publics, et tous les musées sont gratuits.

### Monuments commémoratifs
Constructions en hommages et ornementation de diverses caractéristiques, érigées ou reconnues par la communauté et sont généralement situées dans des lieux publics.
- Croix du Troisième Millénaire
- Christ Rédempteur
- Temple Votivo de Maipú
- Sanctuaire Sor Teresa de Los Andes
- Sanctuaire Padre Hurtado
- Lo Vasquez

### Monuments nationaux
Voir Monuments nationaux du Chili.

### Patrimoine naturel
- Voir Áreas silvestres protegidas de Chile.
- Voir Cocotier du Chili

### Filmographie
- Chili, l'envers du décor, Espace culturel Louis Vuitton, Paris, 2010, 2 DVD (34 min, 2 h 35 min)
- Chili, spicy Chili, film d'Olivier Lemaire, Bonne pioche, Paris, 2010, 54 min (DVD)
- Femmes du Chili, film de Vincent Habran et Jean-Baptiste Huber, Heure exquise, Mons-en-Bareuil, 2011, 30 min (DVD)